# Kadibolo
Kadibolo is een bestuurslaag in het regentschap Klaten van de provincie Midden-Java, Indonesië. Kadibolo telt 1977 inwoners (volkstelling 2010).